# Pizzo Biela
Pizzo Biela är en bergstopp i Schweiz.   Den ligger i distriktet Vallemaggia och kantonen Ticino, i den södra delen av landet, 100 km sydost om huvudstaden Bern. Toppen på Pizzo Biela är 2 863 meter över havet, eller 444 meter över den omgivande terrängen. Bredden vid basen är 4,8 km.
Terrängen runt Pizzo Biela är huvudsakligen mycket bergig. Runt Pizzo Biela är det mycket glesbefolkat, med 4 invånare per kvadratkilometer.. Närmaste större samhälle är Cevio, 11,0 km öster om Pizzo Biela. 
I omgivningarna runt Pizzo Biela växer i huvudsak blandskog.